# 塞伊德别墅

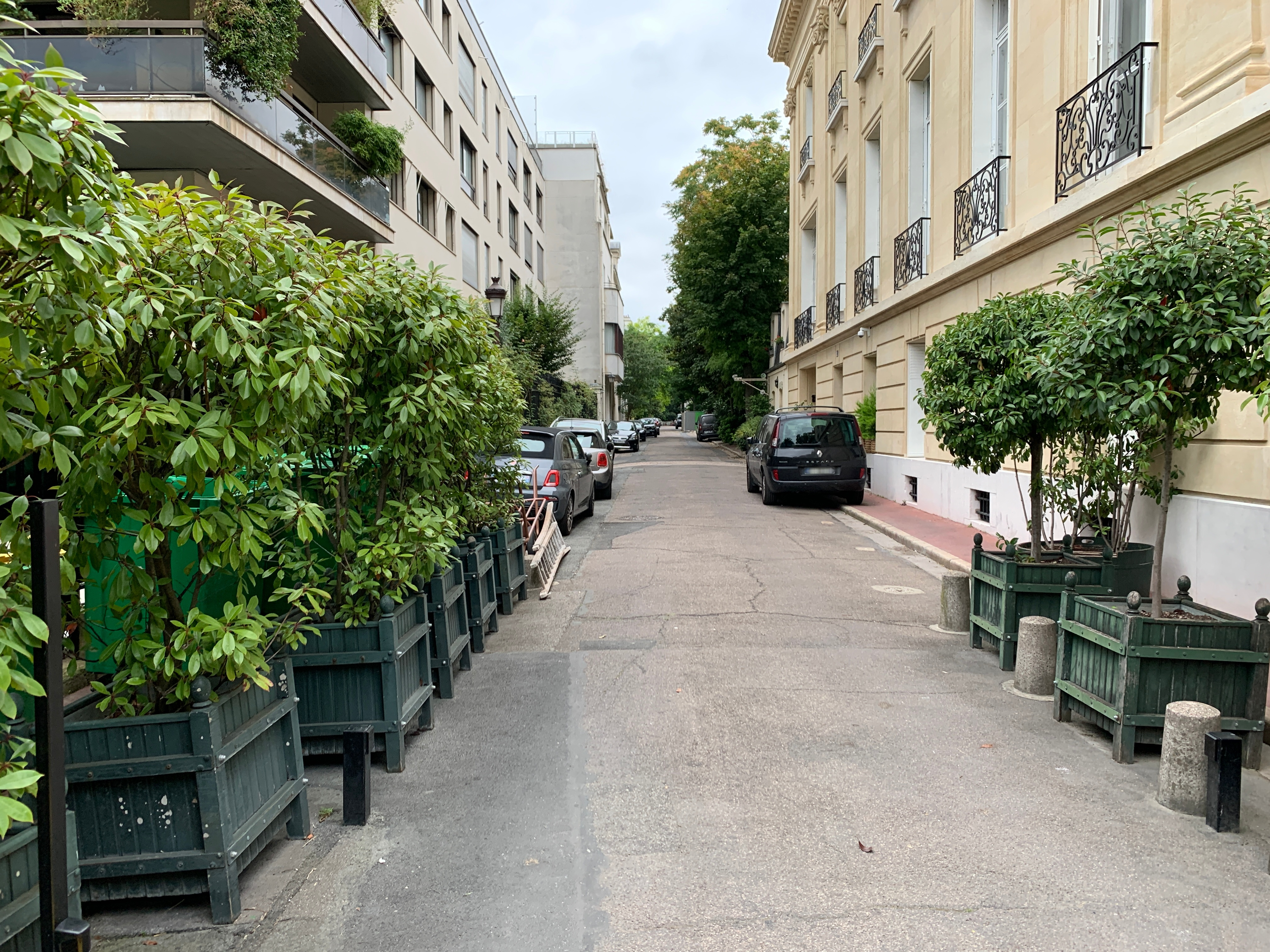
塞伊德别墅（2021年8月）

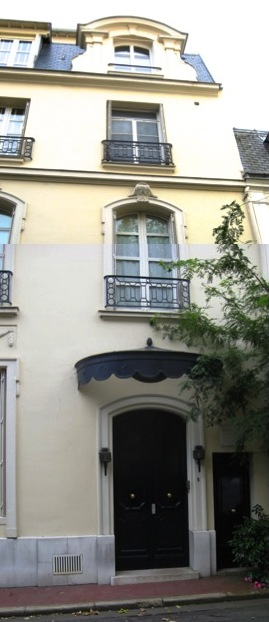
法朗士故居

塞伊德别墅（Villa Saïd）是法国巴黎十六区的一条死路。 路长200米，始于佩尔戈莱西路（Rue Pergolèse）68号，宽7.5米。

## 历史
这条街由苏伊士运河的投资开发者阿尔方斯·哈登先生建造，以塞伊德帕夏的名字命名。

## 建筑
- 塞伊德别墅5号：法国作家阿纳托尔·法朗士故居。[3] 1894年，法朗士买下了5号房屋，直到1924年去世。
- 塞伊德别墅6号：拉脱维亚驻法国大使馆
- 塞伊德别墅8号：加纳驻法国大使馆
- 塞伊德别墅15号：法国总理皮埃尔·赖伐尔（1942-1944）在1917年搬进塞伊德别墅15号的这座法式府邸。[3] 从1917年到1925年，他是这里的房客，1925年7月23日以371,339法国法郎的价格买下房屋。[3] 在拍卖之前，赖伐尔曾因渎职指控起诉房主。[3]
- 塞伊德别墅29号：一战以后，画家凱斯·凡·東根 (1877-1969) 在此居住创作。